# Saison 1 de The L Word
Chronologie
Saison 2
La première saison de The L Word a été diffusée sur la chaîne de télévision Showtime et compte 13 épisodes.

## Épisodes

### Épisode 1:Langoureuses et Libertines
- États-Unis : 18 janvier 2004

- Tammy Lynn Michaels (Lacey Haraway)
- Landy Cannon (Harrison)
- Alana Husband (Marcy)
- Robyn Ross (Marnie)
- Morgan Brayton (Marti)
- Jennifer Copping (Carolyn Varajian)
- Jason Gaffney (Mark)
- Janine Cox (Susan)
- Jana Mitsoula (Luca)
- Robert Gauvin (Jean-Paul Chamois)
- Alonso Oyarzun (Eduardo)
- Bruno Verdoni (Sean Heaney)
- Mark Gibson (Marcus Allenwood)
- Jennifer Jasey (Kerry)
- Rekha Sharma (Lori)
- Luciana Carro (Lisa)
- Mark Houghton (Robin Bookman)
- Apollonia Vanova (Renée)
- Eliza Norbury (Technician)
- Antonio Cupo (Beck Bishop)
- Jim Shield (Simon Frunn-Bonham)
- Samantha Simmonds (Mandy)
- Aynsley Amy (Shane's Redhead)
- Laurie Papou (Artist)
- Leanne Adachi (Gay Girl)
- Bill Mondy (Movie Type)
- Jacqueline Samuda (Movie Type)
- Peter Kelamis (Movie Type)
- Gina Holden (New Girl at Milk)
- Dan Payne (Policeman)
- Sandra-Jessica Couturier (Shane's Friend)

Partie 1 : Langoureuses
Jenny Schecter (Mia Kirshner) est une jeune écrivaine qui vient d'avoir son diplôme d’une université dans l’Iowa et qui déménage maintenant avec son copain, Tim Haspel (Eric Mabius), entraîneur d’une équipe de natation féminine au niveau universitaire, à Los Angeles. Ses nouvelles voisines, Bette Porter (Jennifer Beals) et Tina Kennard (Laurel Holloman), un couple de lesbiennes ensemble depuis sept ans, ont des difficultés à trouver un homme qui accepterait de leur donner son sperme dans le but de réaliser leur rêve d’avoir un enfant. Bette introduit Jenny dans son cercle d’amies lesbiennes: Dana Fairbanks (Erin Daniels), une joueuse de tennis guindée venant d’une famille plus hautaine et toujours « dans le placard », Alice Pieszecki (Leisha Hailey), une journaliste bisexuelle, spirituelle et ambitieuse et Shane McCutcheon (Katherine Moennig), une coiffeuse androgyne et sexuellement agressive .
Partie 2 : Libertines
Jenny rencontre aussi Marina Ferrer (Karina Lombard), la propriétaire européenne du café “The Planet” ; elles sont immédiatement attirées l’une vers l’autre et partagent éventuellement un baiser passionné. Bette et Tina ont leurs propres problèmes et discutent de la possibilité d’utiliser un Afro Américain comme donneur pour leur enfant, lequel sera porté par Tina. Bette doit aussi s’occuper de sa sœur aînée alcoolique, Kit (Pam Grier), qui a des problèmes avec sa carrière de chanteuse. Jenny trahit rapidement Tim en couchant avec Marina. Le lendemain matin, Jenny trouve au petit déjeuner une bague déposé par Tim sur la table.

### Épisode 2:Lignée
- États-Unis : 25 janvier 2004

- Tammy Lynn Michaels (Lacey Haraway)
- Guinevere Turner (Gabby Deveaux)
- Ari Cohen (Conrad Voynow)
- Michael Benyaer (Marc)
- Sarah Cole Burnett (Teenage Girl)
- Tony Alcantar (Man in Suit)
- Jennifer Copping (Carolyn Varajian)
- Ali Liebert (Rebecca)
- Stephen Park (Waiter)
- Rekha Sharma (Lori)
- Luciana Carro (Lisa)
- Woody Jeffreys (Dana's Coach)
- Peter Shinkoda (Subaru Art Director / Rep)
- Madison Graie (Karaoke Girl)

### Épisode 3:Liaisons
- États-Unis : 1er février 2004

- Tammy Lynn Michaels (Lacey Haraway)
- Guinevere Turner (Gabby Deveaux)
- Christine Anton (Xandra Rosenman)
- Natasha Jean (Nadia)
- Tara Hungerford (Clarissa)
- Craig March (Concierge)
- Nahanni Arntzen (The Model)
- Maya Massar (The Artist)
- Aaron Grain (Hamilton Green)

### Épisode 4:Leurres
- États-Unis : 8 février 2004

- Anne Archer (Lenore Pieszecki)
- Julian Sands (Nick Barashkov)
- Devon Gummersall (Lisa)
- Audra Ricketts (Tess)
- Camille Sullivan (Helen)
- Heidi Iro (Stacy)
- Marion Eisman (Elderly Woman)
- Bruce Harwood (Hotel Manager)
- Irene Karas (Assistant)
- Christine Anton (Xandra Rosenman)
- Kristin York (Waitress)
- Mike Azevedo (Attractive Man)
- Jennifer Copping (Carolyn Varajian)

### Épisode 5:Légalisation
- États-Unis : 15 février 2004

- Anne Archer (Lenore Pieszecki)
- Anthony Sherwood (en) (Roger)
- Ari Cohen (Conrad Voynow)
- Ossie Davis (Melvin Porter)
- Philip Maurice Hayes (Sheriff Sammy Craff)
- Brad Dryborough (Stephen Green)
- Colin Cunningham (Harry Samchuk)
- Matthew Currie Holmes (Clive)
- Landy Cannon (Harrison)
- Adrian Hough (Waiter)
- Deanne Henry (Minister)
- John Innes (Jerry)
- Ivan Vance (Hive Employee)
- Erwin Rosales (Mexican Employee)
- Woody Jeffreys (Dana's Coach)

### Épisode 6:Larguées
- États-Unis : 22 février 2004

- LisaGay Hamilton (Art Show Attendee)
- Kyle Labine (Gus)
- Shannon Munro (Katie)
- Jessica Lucas (Roxanne)
- Matthew Currie Holmes (Clive)
- Colin Cunningham (Harry Samchuk)
- Michael Tiernan (George)
- Morgan Brayton (Marti)
- Alana Husband (Marcy)
- Robyn Ross (Marnie)
- Andrew McIlroy (John James)
- Nolan Gerard Funk (Malcolm)
- Tahmoh Penikett (Sheriff)
- Jeremy Beck (Gay Boy)
- Sean Carey (Gay Boy)
- Rachel Hayward (Ellie)
- Mark Gibson (Marcus Allenwood)
- Taayla Markell (Lei Ling)
- Nicki Clyne (Delilah)
- Colin Foo (Herbalist)
- Aaron Dudley (Alan)
- Jennifer Copping (Carolyn)
- Ari Cohen (Conrad Voynow)
- Devon Gummersall (Lisa)

### Épisode 7:L'Ennui
- États-Unis : 29 février 2004

- Devon Gummersall (Lisa)
- Ari Cohen (Conrad Voynow)
- Lolita Davidovich (Francesca Wolff)
- Matthew Currie Holmes (Clive)
- Colin Lawrence (David Waters)
- Landy Cannon (Harrison)
- Erica Cerra (Dancer)
- Babs Chula (Gurudev)
- Brent Chapman (Hotel Bardenter)
- Michael Soltis (Hotel Desk Clerk)
- Michael Daingerfield (Security Guard)
- Alana Husband (Marcy)
- Robyn Ross (Marni)
- Ivan Cermak (Heterosexual Man)
- Diana Pavlovská (Heterosexual Woman)
- Audra Ricketts (Hot Tub Girl)
- Heidi Iro (Hot Tub Girl)
- Mark Oliver (Photographer)
- Nicole Oliver (Chanter)
- Maria Louisa Figura (Chanter)
- Charlotte Chalmers (Chanter)
- Donna Lea Ford (Chanter)
- Jo-Ann Fernandes (Chanter)
- Tina L. Klassen (Chanter)
- Peter Shinkoda (Subaru Rep / Art Director)

### Épisode 8:Lucidité
- États-Unis : 7 mars 2004

- Sarah Strange (Annette Bishop)
- Kim Hawthorne (Yolanda Watkins)
- Lolita Davidovich (Francesca Wolff)
- Devon Casagrande (Leslie)
- Heather McEwen (Sharon at 17)
- Zak Santiago (Oscar)
- Camille Martinez (Alma)
- Sherry Thoreson (Karen)
- Roger Haskett (Harley)
- Jonathan Scarfe (Matt)
- Claude Knowlton (Charlie)
- Robyn Ross (Marnie)
- Alana Husband (Marcy)
- Matthew Currie Holmes (Clive)
- Adrian Holmes (Duane)
- Lori Ann Triolo (Gallery Worker)
- Clint Carleton (Cyclist)
- Michael Hogan (Irwin Fairbanks)
- Andrew Francis (Howie Fairbanks)
- Sean Allan (Dick Shaw)
- Lynda Boyd (Fiona Shaw)
- Beverley Breuer (Marian)
- Aaron Douglas (Concerned Citizen)
- Morgan Brayton (Marti)

### Épisode 9:Laminées
- États-Unis : 14 mars 2004

- Snoop Dogg (Slim Daddy)
- Devon Gummersall (Lisa)
- Helen Shaver (Faye Buckley)
- Lolita Davidovich (Francesca Wolff)
- James Purcell (Steve Jaffe)
- Rebecca Harker (Stephanie)
- Andrew McIlroy (John James)
- Darrin Klimek (Andrew)
- Sonia Mais (Housekeeper)
- Carmen Aguirre (Isabella Pernao)
- Mikka Dargel (Lather Receptionist)
- Joe MacLeod (Delivery Man / Young Man)
- Gwenm Carsley (Young Woman)
- Donny James Lucas (Director)
- Gerry South (A.D.)
- Kennedy Goodkey (Guard)
- Charles Payne (Triple)
- Richard O'Sullivan (Choreographer)
- Karen Holness (Dancer)
- Vicky Lambert (Dancer)
- Obi Edwards (Dancer)
- Jay Williams (Dancer)
- Cole Walliser (Dancer)
- Ecstasia Sanders (Dancer)
- Aaron Douglas (Citizen)

### Épisode 10:Luttes
- États-Unis : 21 mars 2004

- Snoop Dogg (Slim Daddy)
- Helen Shaver (Faye Buckley)
- Kim Hawthorne (Yolanda Watkins)
- Lolita Davidovich (Francesca Wolff)
- Jade Robertson (Amber)
- Michaela Mann (China)
- Joseph Marshall (Bronc)
- Damon Johnson (Video Director)
- Barclay Hope (Bert Gruber)
- Zak Santiago (Oscar)
- Camille Martinez (Alma)
- Jonathan Scarfe (Matt)
- Claude Knowlton (Charlie)
- Sherry Thoreson (Karen)
- Roger Haskett (Harley)
- James Purcell (Steve Jaffe)
- Samantha McLeod (Clea Jaffe)
- Alfonso Quijada (Esai)
- David Berner (George Parson)
- Charles Payne (Triple)
- Russell Zishiri (DJ / Emcee)

### Épisode 11:Libération
- États-Unis : 28 mars 2004

- Anne Archer (Lenore Pieszecki)
- Marta Jaciubek (Tayo)
- Robin Nielsen (Greg)
- Andrea Whitburn (Young Dana at Age 16)
- Tara Wilson (Ralph)
- Harley Reiner (Young Shane at Age 8)
- Sarah Widdows (Young Tiffany)
- Kyle Cassie (Eric)
- Shira Moss (Bunny)
- Tiffany Sweeney (Bunny)
- Leanne Jijian Hume (Lesbian)
- Maggie Blue O'Hara (Lesbian)
- Alison Fraser (Party Animal)
- Jennifer Kitchen (Party Animal Lesbian #2)
- Penelope Corrin (Party Animal)
- Kirsten Alter (Nervous Lesbian)
- Kate Robbins (Older Lesbian)
- Dorothy Fehr (Semi-Drunk Lesbian)
- Rhys Lloyd (Cheering Guy)
- Chris Gauthier (Cheering Guy)
- Jeremiah Klein (Drummer)
- Cindy Maines (Ralph's Mom)
- Ron Chartier (Ralph's Dad)

### Épisode 12:Lascives
- États-Unis : 4 avril 2004

- Samantha McLeod (Clea Jaffe)
- Luvia Petersen (Cowboy)
- Scott Logie (Graham)
- Leslie Hopps (Marilyn)
- Carmen Aguirre (Isabella Pernao)
- Biski Gugushe (Protester)
- John Murphy (Protester)
- Nicola Cavendish (Prison Matron)
- Tristin Leffler (Policewoman)
- Brenda Campbell (Policewoman)
- Tygh Runyan (Gene Feinberg)
- Claude Duhamel (Tim's Friend)
- Winston Brown (Tim's Friend)
- Zak Santiago (Oscar)
- Veena Sood (Reporter)
- Marco Soriano (Gallery Curator)

### Épisode 13:Limites
- États-Unis : 11 avril 2004

- James Purcell (Steve Jaffe)
- Samantha McLeod (Clea Jaffe)
- Tygh Runyan (Gene Feinberg)
- Zak Santiago (Oscar)
- Michael-Ann Connor (Mikela)
- Sean Campbell (Cop)
- Duncan Minett (Reporter)
- Miles Meadows ('Cooper' The Waiter)